# Convento do Carmo (Cachoeira)
O Convento do Carmo é uma clausura católica, construída no século XVII pelos carmelitas. Está localizado na cidade de Cachoeira, no estado da Bahia. É um patrimônio cultural nacional, tombado, juntamente com a igreja de Nossa Senhora do Carmo, pelo Instituto do Patrimônio Histórico e Artístico Nacional (IPHAN), na data de 22 de agosto de 1938, sob o processo de nº 182-T-1938.

## História
No ano de 1687, o capitão João Rodrigues Adorno e sua esposa Úrsula de Azevedo doou, para os carmelitas, o terreno pertencente a seu engenho, para construir um convento. As obras tiveram início em 14 de março de 1688, com término em 1692. O fundador do convento foi o Frei Manuel da Piedade, representante dos carmelitas de Cachoeira. No ano de 1751, o convento foi reconstruído em um outro local, um pouco mais abaixo, após perceberem que o local onde se encontrava o convento era inadequado e o antigo convento foi demolido. O novo convento foi construído com doações feita pela população de Cachoeira e com as vendas de sepulturas.
Em 1823, o convento abrigou o quartel das tropas que lutaram na Guerra da Independência. Entre o ano de 1832 e 1833, por três dias o convento foi tomado por revolucionários armados. Em 1855, com a epidemia de cólera que assolou o Recôncavo Baiano, o convento se transformou em hospital para atender os contaminados, com os freis sendo os enfermeiros. Um frei chamado Estanislau foi contaminado pela cólera, vindo a óbito. No ano de 1857, o convento abrigou temporariamente no pavimento térreo, a Câmara Municipal, o Tribunal do Júri, a Audiência de Correição e o Quartel da Polícia, enquanto o Paço Municipal passava por obras. Em 1865, o convento abrigou os soldados de Voluntários da Pátria, que seguiam para a Guerra do Paraguai.
Durante o século XIX, o convento e a igreja passaram por desgastes nas estruturas, quase chegando a ruína por causa dos poucos recursos financeiros para a manutenção, dos consecutivos abrigos de tropas e a proibição de novas inscrições de noviços nos conventos do Brasil, ordenada em 1855 pelo ministro da justiça José Tomás Nabuco de Araújo.
Em 1899, já com a República e o Estado separado da Igreja, o convento e a igreja do Carmo de Cachoeira conseguiram ajuda de dois freis estrangeiros, chamados frei Mariano Gordon e frei Joaquim Romero Olmos, que fizeram obras emergenciais. Em 1914, houve uma enchente do rio Paraguaçu, deixando a cidade de Cachoeira alagada e o convento abrigou centenas de pessoas. No ano de 1918, o convento e a igreja passaram por reformas, administrada pelo frei espanhol Pedro Tomás Margallo.
Em 1955, a Ordem dos Carmelitas desativou o convento por não conseguir mais manter as estruturas.
A Igreja e o convento passaram por um período de abandono até o ano de 1981, quando o estado da Bahia, em convênio com a SEPLAN, desenvolveu um projeto de reconstrução de cidades históricas do Nordeste. As obras do convento iniciaram em 1982, finalizando em 1983 e passou a ser de propriedade privada, abrigando uma pousada. A igreja foi restaurada para abrigar um espaço para eventos.

## Arquitetura

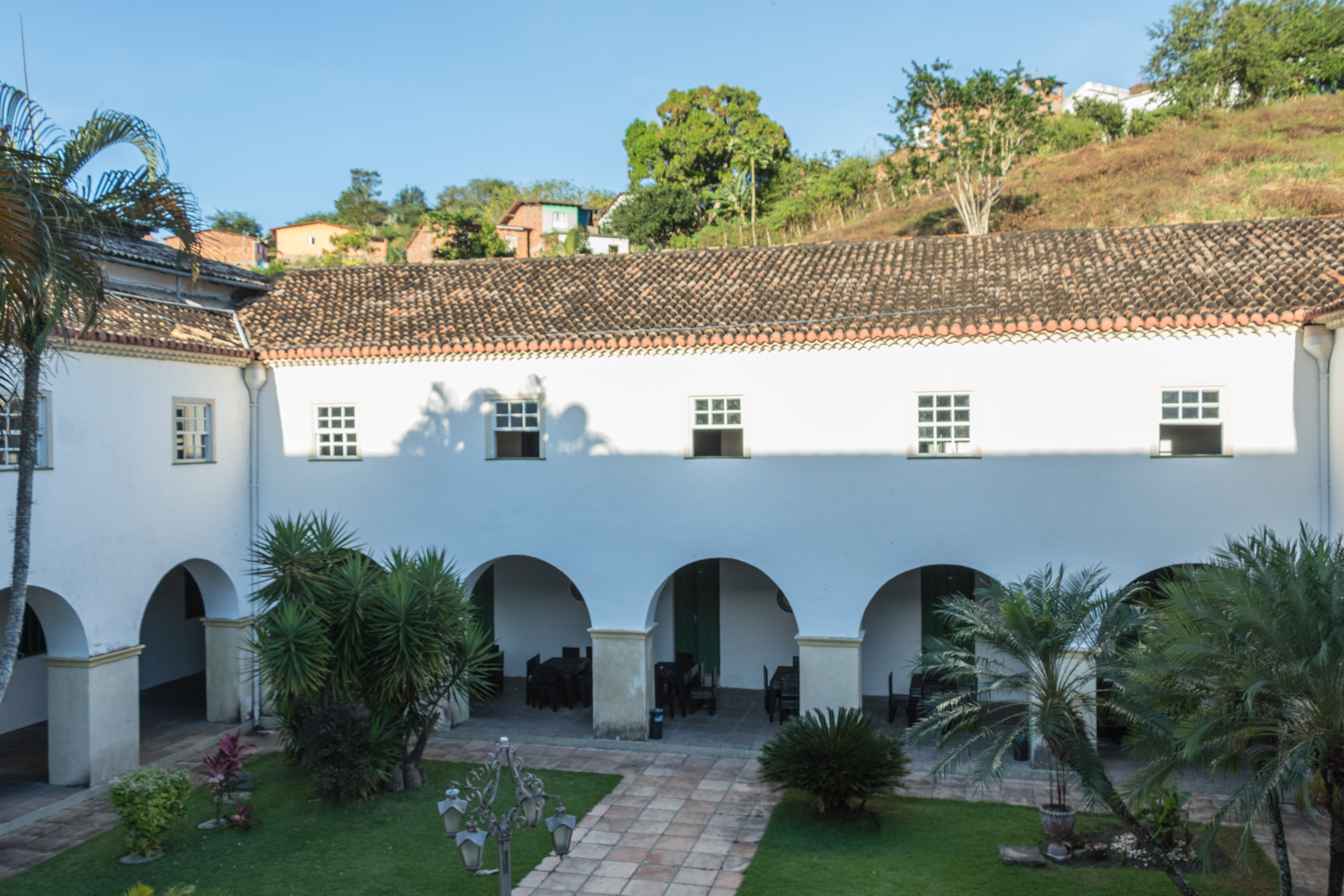
Convento do Carmo

### Convento do Carmo
O convento foi construído com dois pavimentos. Possuía 9 quartos que abrigavam as irmandades do Senhor dos Martírios e do Senhor da Paciência, 2 salões, refeitório, cozinha e catacumbas. O claustro é formado por uma galeria com pilares, cornijas e vãos em arco abatido, e circunda um pátio interno aberto. Neste pátio existia uma cisterna de abastecimento de água, que foi substituída, posteriormente, por uma bacia.

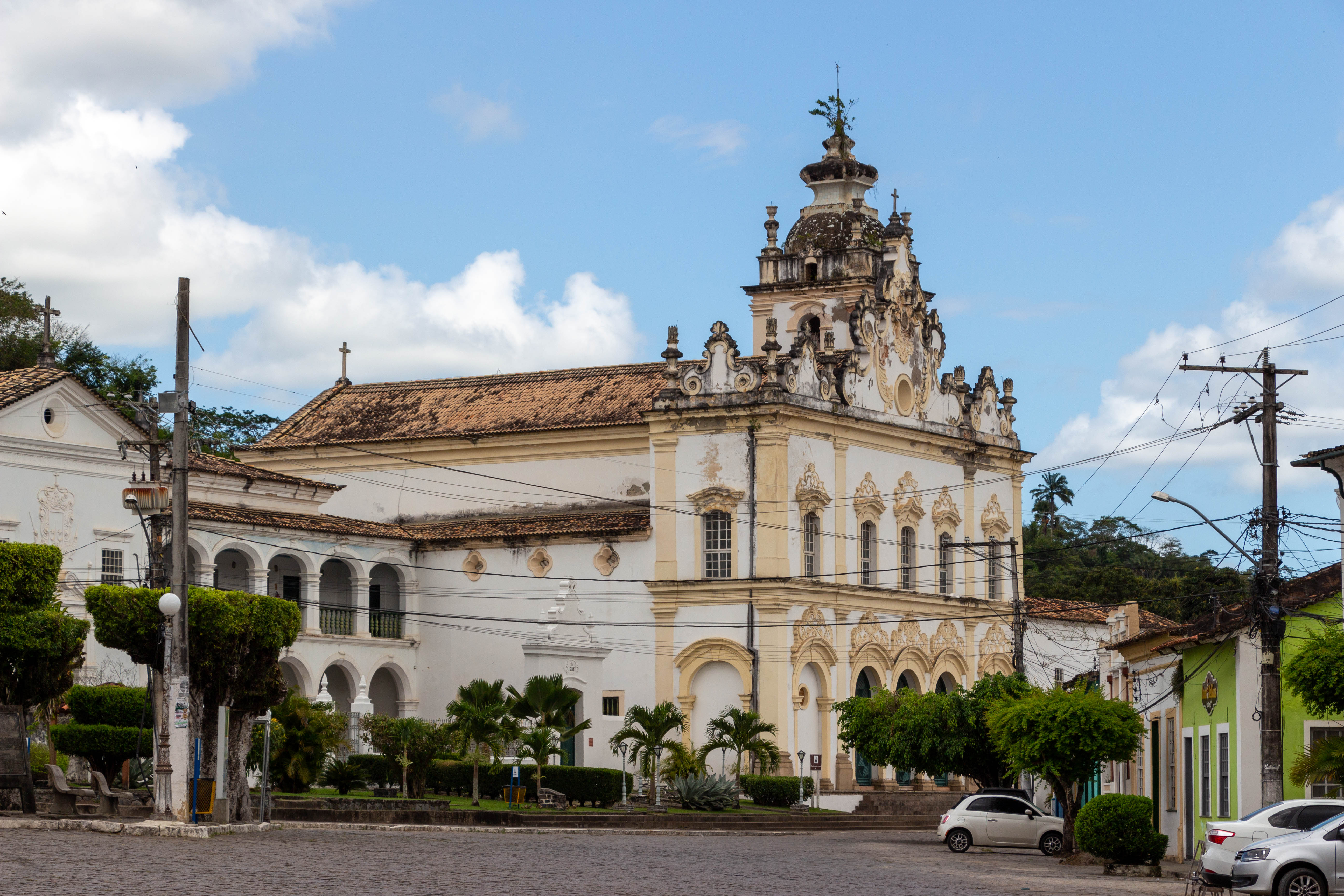
Convento e Igreja de Nossa Senhora do Carmo

### Igreja de Nossa Senhora do Carmo

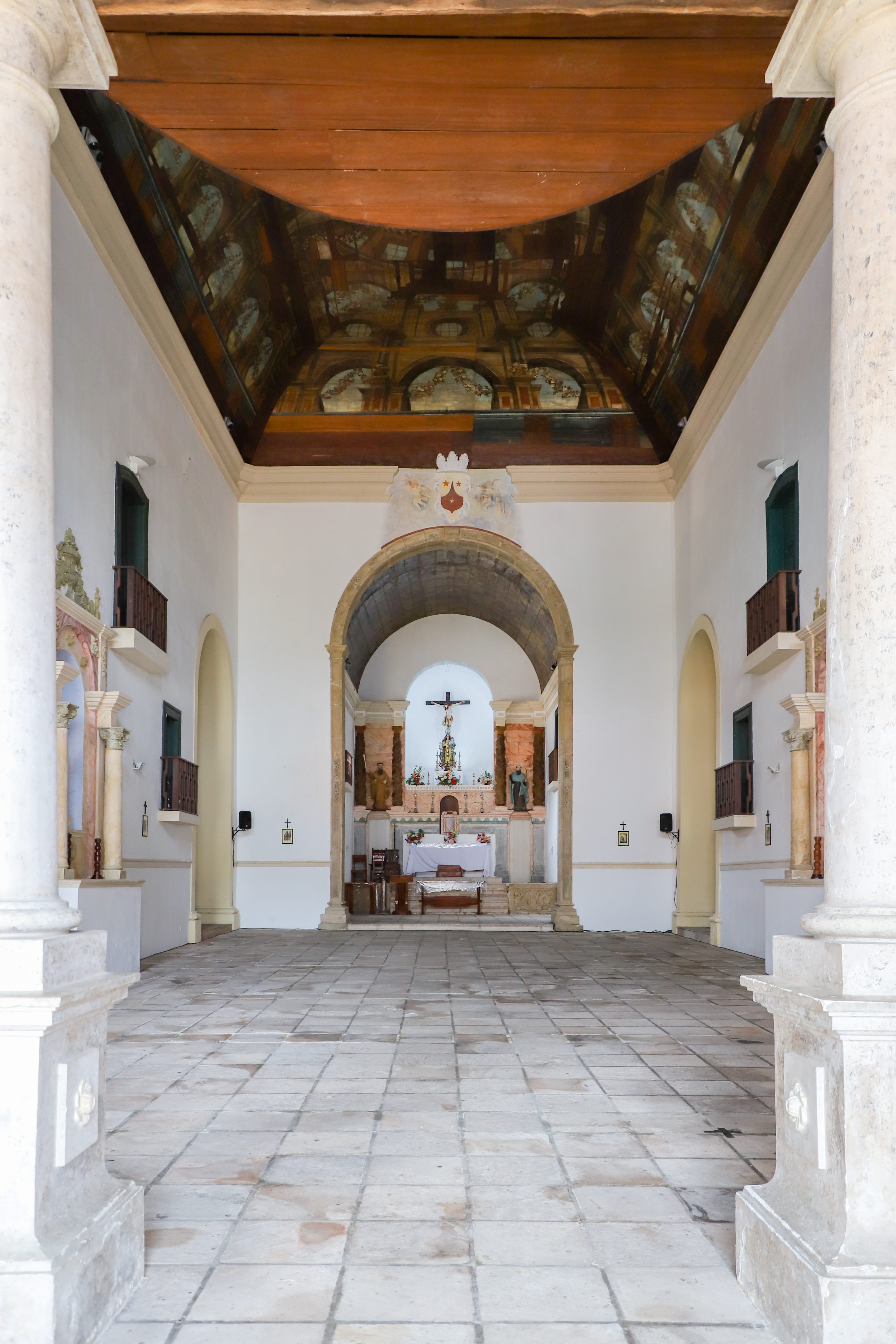
Interior da Igreja do Carmo

A igreja foi construída em arquitetura estilo barroca com o frontispício decorado com estilo rococó e um frontão decorado em mesmo estilo e com tocheiros. A edificação possui dois pavimentos. No primeiro pavimento, os galilés possuem vãos em arco pleno e no segundo pavimento, foram construídas seis janelas em guilhotina com cornijas e rocailles. O acesso a igreja se dá através de escada de pedras.
Na parte interna da igreja, foi construída nave única, com tribunas sobre os corredores laterais que possuíam altares dedicados à Nossa Senhora da Conceição, ao Senhor dos Martírios, a Nossa Senhora da Boa Morte e ao Senhor da Paciência. Esses altares foram arruinados com o tempo, só restando a imagem de Nossa Senhora da Conceição atualmente. A capela-mor possui a imagem da Nossa Senhora do Monte do Carmo e nas capelas laterais, a imagem de Elias e Eliseu. O antigo retábulo seguiu o estilo barroco, sendo decorado com colunas salomônicas de estilo joanino, folhas de acanto, querubins, grinaldas com margaridas e aves eucarísticas, mas foi arruinado pelos cupins, só restando alguns querubins e quatro colunas. No arco cruzeiro, de um lado há o altar dedicado a São José junto com uma capela dedicada a Santa Tereza, e do outro, um altar dedicado a Santana Mestra. A sacristia seguiu a decoração estilo barroca, com rocailles e um roda-teto circundando todo o cômodo. Deste roda-teto pendiam sanefas em gomos, talhada em madeira e cordões com borlas nas junções desses gomos. Há, na sacristia, uma bacia de pedra de Lioz esculpido com florais e palmas. Além da porta de acesso à igreja, a sacristia possui uma porta que dá acesso ao convento.
O forro da capela-mor, da nave e da sacrista é abobadado em madeira com pintura barroca ilusionista em tons suaves, tendo como tema central a imagem da Nossa Senhora do Carmo rodeada de querubins em nuvens. O piso antigo da igreja, feito de tijolo de barro, foi coberto por piso de cerâmica em uma das reformas feita pelos frades.